# Yin Yang/涙をぶっとばせ!!/おいしい秘密
『Yin Yang/涙をぶっとばせ!!/おいしい秘密』（イヤン/なみだをぶっとばせ/おいしいひみつ）は、桑田佳祐の15作目のシングル。「Yin Yang」「涙をぶっとばせ!!」「おいしい秘密」によるトリプルA面シングル。タイシタレーベル / SPEEDSTAR RECORDSから12cmCD・12インチレコードで2013年3月13日に発売された。
2016年2月26日にはダウンロード配信、2019年12月20日にはストリーミング配信を開始した。

## 背景・リリース
自身のシングルとしては前作「明日へのマーチ/Let's try again 〜kuwata keisuke ver.〜/ハダカ DE 音頭 〜祭りだ!! Naked〜」から約1年7か月ぶりとなった。2012年9月から開催されている全国ライブ『LIVE TOUR 2012 I LOVE YOU -now & forever-』のツアー中である同年12月20日に本作と同ライブの映像作品の発売がメディアを通して発表され、この発表時点でトリプルA面シングルとして発表されたが、「涙をぶっとばせ!!」のみが公開された。後に2013年1月7日に「Yin Yang」、同年2月13日に「おいしい秘密」の詳細が公開された。
本作は通常盤（CD）・アナログ盤の2種類があり、通常盤とアナログ盤ではジャケットが異なり、通常盤の初回プレス分は、ブックレット仕様で「そうだったのか! けいちゃんの格言ステッカー」が付属となる。アナログ盤には、スペシャルポスターが付属されている。
本作はライブ・ビデオ『桑田佳祐 LIVE TOUR & DOCUMENT FILM 「I LOVE YOU -now & forever-」完全盤』と同日に発売され、同時購入した者にはツアー中に桑田が着用した鯉のぼり柄の衣装をモチーフにした「こいの桑田御守」が先着でプレゼントされた。

## プロモーション
テレビ披露
| 放送日         | 番組名                                   | 放送局     | 披露曲                              | 出典   |
| -------------- | ---------------------------------------- | ---------- | ----------------------------------- | ------ |
| 2012年12月21日 | ミュージックステーション SUPER LIVE 2012 | テレビ朝日 | 「涙をぶっとばせ!!」 「白い恋人達」 | [ 14 ] |

## チャート成績
2013年3月25日付のオリコン週間ランキングで初週6.9万枚を売り上げて、初登場3位を獲得している。オリコンによる本作の登場週数は12週である。
同日付のBillboard Japan Hot 100では、「Yin Yang」がCDセールス3位、ラジオ2位で総合2位を獲得した。

## 収録曲
- 収録時間：11:28

1. Yin Yang (3:47)
（作詞・作曲・編曲：桑田佳祐）
フジテレビ系木曜劇場『最高の離婚』主題歌[注釈 4]。
1960年代の歌謡曲やグループ・サウンズを強く意識した楽曲。タイトルの「Yin Yang」は「陰陽」の中国語読みであるイン・ヤンで、「イヤン」に対しての当て字をディレクターと相談して決めた[18]。
ミュージック・ビデオには、同ドラマに出演している瑛太（現：永山瑛太）、尾野真千子、真木よう子、綾野剛の4人と水着の女性役でAV女優のJULIA、プロデューサー役でマキタスポーツが出演している。『ウルトラシリーズ』に登場する怪獣のピグモンとカネゴンも出演している。桑田はザ・デストロイヤー風のマスクを被って同ドラマに出演した4人と絡んでいるほか、『ウルトラマン』で使用されたβカプセルを使用しているシーンがある。セットは架空のテレビ局「Yin Yang TV」による音楽番組をイメージしており、1970年代を思わせるカオティックな雰囲気を演出している[19][17][20][21]。
2017年のオリジナル・アルバム『がらくた』にはアルバム製作開始前の曲であるものの、2016年の年越しライブで演奏した際に手応えがあったこともあり、収録されることになった[22]。
2. 涙をぶっとばせ!! (4:22)
（作詞・作曲・編曲：桑田佳祐 / 管編曲：曽我淳一 & 山本拓夫）
自身出演のNTTドコモ「ドコモ2012冬」キャンペーンCMソング。
CMのために書き下ろされた楽曲であり、桑田はこの曲を作るにあたりドコモから「テンポが速いか遅いかどちらかでいったら、早いイメージで」といったヒントを事前に貰っていた[23]。
ドコモのCMには桑田が2011年夏のキャンペーンに引き続きスマートフォン役として登場するほか、ドコモが協賛したライブツアー『桑田佳祐 LIVE TOUR 2012 I LOVE YOU -now & forever-』愛媛県武道館公演でのリハーサル中に行われた本人役での撮影も行われた。同CMには桑田と同じアミューズ所属の清水くるみがダンサー役で出演している[24]。
同ツアーにおいて、11月14日のさいたまスーパーアリーナ公演開演前のCMで初公開。11月29日のマリンメッセ福岡公演の2日目からアンコールの1曲目に演奏された[23]。
MVにはツアーの模様が映像に使用されている[21]。
3. おいしい秘密 (3:19)
（作詞・作曲・編曲：桑田佳祐 / 弦編曲：島健 / 管編曲：曽我淳一 & 島健）
自身出演のサッポロ「プレミアムアルコールフリー」CMソング。
CMソングとしての意識が強く反映された楽曲で、歌詞中に「サッポロ」や「プレアル」などが登場する[18]。桑田はこの作詞について「たいこ持ち」と評している[18]。

## 参加ミュージシャン
- Yin Yang
  - 桑田佳祐：Vocals, Electric Guitar, Quijada
  - 斎藤誠：Electric Guitar
  - 角田俊介：Bass
  - 河村“カースケ”智康：Drums & Tambourine
  - 片山敦夫：Piano & Organ, Synthesizer
  - 角谷仁宣：Computer Programming
  - 西村浩二：Trumpet
- 涙をぶっとばせ!!
  - 桑田佳祐：Vocals & Electric Guitar (Solo), Tambourine, Hand Craps
  - 斎藤誠：Electric Guitar
  - 角田俊介：Bass
  - 河村“カースケ”智康：Drums
  - 曽我淳一：Keyboards & Computer Programming
  - 安奈陽子：Backing Vocal
  - 竹沢敦子：Backing Vocal
  - 山本拓夫：Tenor Sax
  - 西村浩二：Trumpet
- おいしい秘密
  - 桑田佳祐：Vocals & Electric Guitar
  - 河村“カースケ”智康：Drums
  - 井上富雄：Bass
  - 島健：Piano
  - 曽我淳一：Computer Programming
  - 成田昭彦：Bongo & Guiro, Quijada
  - 金原千恵子ストリングス：Strings
  - 山本拓夫：Baritone Sax, Crarinet
  - 近藤和彦：Alto Sax
  - 鈴木圭：Alto Sax
  - 吉田治：Tenor Sax
  - 竹野昌邦：Tenor Sax
  - 西村浩二：Trumpet
  - 菅坡雅彦：Trumpet
  - 横山均：Trumpet
  - 奥村晶：Trumpet
  - 村田陽一：Trombone
  - 東條あづさ：Trombone
  - 榎本裕介：Trombone
  - 朝里勝彦：Bass Trombone

## 収録アルバム
| 曲名             | 作品名         | 備考                     |
| ---------------- | -------------- | ------------------------ |
| Yin Yang         | がらくた       | アルバムバージョンで収録 |
| Yin Yang         | いつも何処かで |                          |
| 涙をぶっとばせ!! | アルバム未収録 |                          |
| おいしい秘密     | アルバム未収録 |                          |

## ミュージック・ビデオ収録作品
| 曲名             | 作品名 |
| ---------------- | ------ |
| Yin Yang         | MVP    |
| 涙をぶっとばせ!! | MVP    |
| おいしい秘密     | 未収録 |

## ライブ映像作品
| 曲名             | 作品名                                                                  | 備考                                                                                                   |
| ---------------- | ----------------------------------------------------------------------- | --- |
| Yin Yang         | がらくたライブ                                                          | |
| Yin Yang         | LIVE TOUR 2021「BIG MOUTH, NO GUTS!!」                                  | |
| 涙をぶっとばせ!! | 桑田佳祐 LIVE TOUR & DOCUMENT FILM 「I LOVE YOU -now & forever-」完全盤 | 本編であるDISC 1には収録されず、DISC 2のDOCUMENT FILM 「I LOVE YOU -now & forever-」に一部収録された。 |
| おいしい秘密     | 昭和八十八年度! 第二回ひとり紅白歌合戦                                  | 内山田洋とクール・ファイブの「東京砂漠」とメドレー。                                                   |